# Ferenc Mohácsi

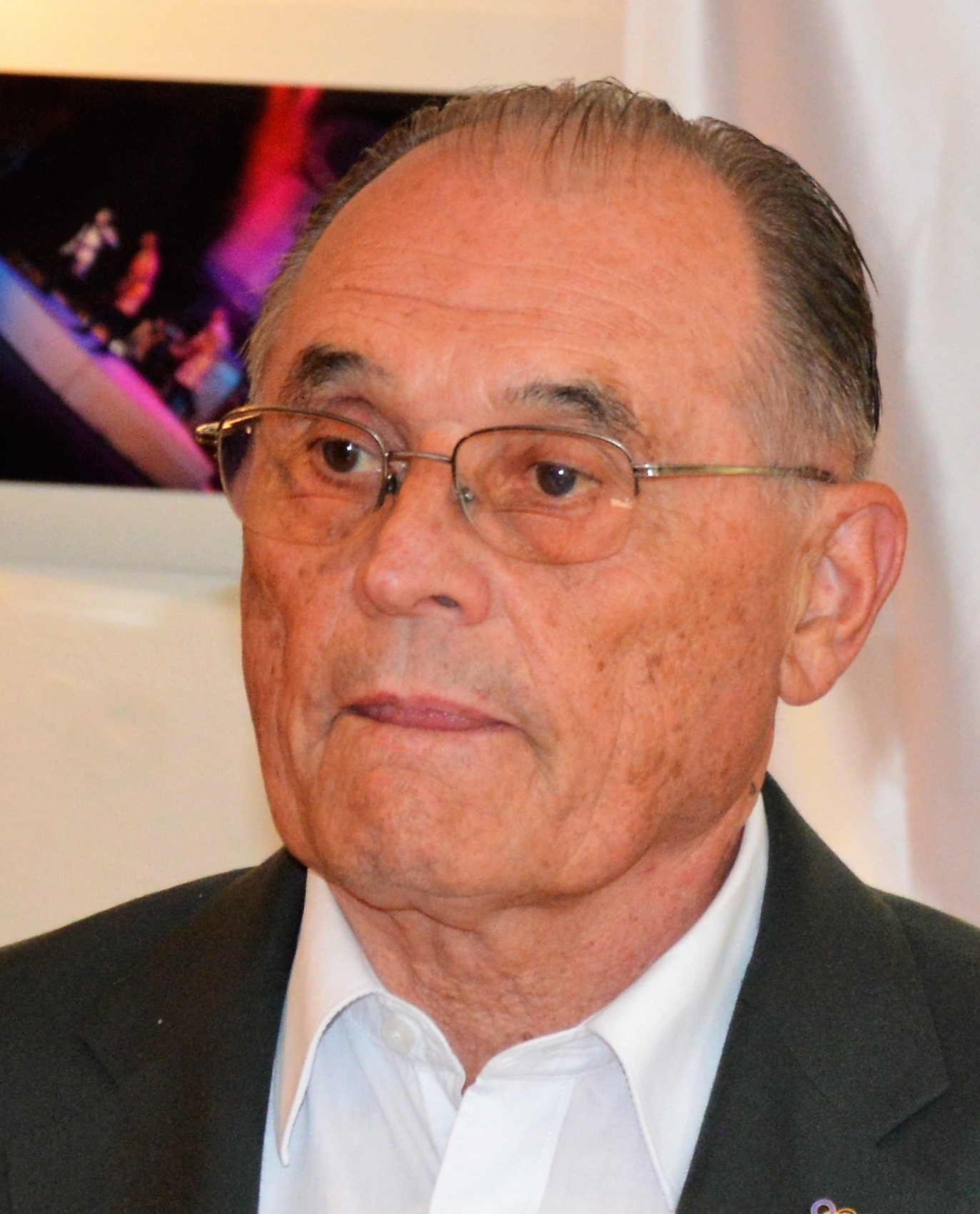
Ferenc Mohácsi

Ferenc Mohácsi, född 25 oktober 1929 i Budapest, död i april 2025, var en ungersk kanotist.
Mohácsi blev olympisk bronsmedaljör i C-2 1000 meter vid sommarspelen 1956 i Melbourne.